# 短毛松針蚜
短毛松針蚜（学名：Eulachnus taiwanus）为大蚜科松針大蚜屬下的一个种。